# Мотрунич Петро Харитонович
Петро́ Харито́нович Мотру́нич (Мотру́ніч) (27 липня 1911 , Березне, Ровенський повіт, Волинська губернія, Російська імперія  — невідомо ) — український радянський діяч, робітник електростанції, завідувач Березнівської районної бази «Заготскот» Ровенської області. Депутат Верховної Ради УРСР I скликання (1940—1947).

## Біографія
Народився 27 липня 1911 року в багатодітній родині селянина-наймита в містечку Березне, тепер Березнівський район Рівненська область, Україна. З 1920 по 1926 рік навчався в народній школі містечка Березного, але через нестатки змушений був покинути навчання.
З 1926 року наймитував у поміщика Малинського, потім працював кочегаром на гуральні в селі Зурне (Зірне).
З 1929 року — помічник машиніста електростанції поміщика Малинського в селі Зурне (Зірне). Покалічив пальці правої руки, п'ять місяців не працював. Потім повернувся на електростанцію робітником.
З осені 1939 року — активіст, член та заступник голови робітничого комітету електростанції та гуральні села Зурне (Зірне) Березнівського району Ровенської області. З січня 1940 року — відповідальний за збереження колишнього поміщицького господарства пана Малинського в Березнівському районі.
14 лютого 1940 — червень 1941 року — завідувач Березнівської районної бази «Заготскот» Ровенської області.
24 березня 1940 року обрано депутатом Верховної Ради УРСР I скликання по виборчому округу № 349 Ровенської області.
Під час Німецько-радянської війни залишився на окупованій території, жив та працював в Березному: старшим охоронцем у колгоспі імені 17 вересня села Зурне, кочегаром на місцевій електростанції.
Після приходу Червоної армії протягом 8—22 лютого 1944 року був заарештований органами НКВС.
Станом на квітень 1945 року працював технологом на Зурнівському спиртовому заводі.
Подальша доля не відома.